# Jordan Mason
Jordan Ponchez Mason (Gallatin, 24 maggio 1999) è un giocatore di football americano statunitense che milita nel ruolo di running back per i Minnesota Vikings della National Football League (NFL).

## Carriera

### San Francisco 49ers
Al college Mason giocò a football a Georgia Tech. Dopo non essere stato scelto nel Draft NFL 2022 firmò con i San Francisco 49ers. Alla fine del traning camp riuscì a entrare nei 53 uomini per l'inizio della stagione regolare. Il 15 dicembre assicurò la vittoria alla sua squadra grazie a una corsa da 56 yard contro i Seattle Seahawks, garantendo ai 49ers la vittoria della NFC West. Nell'ultimo turno contro i Las Vegas Raiders segnò il suo primo touchdown. La sua stagione da rookie si concluse con 43 corse per 258  yard e un touchdown in 16 partite, nessuna delle quali come titolare.
Nel primo turno della stagione 2024 Mason prese il posto dell'infortunato Christian McCaffrey, non facendo rimpiangere ai 49ers la loro stella con 147 yard corse e un touchdown su 28 possessi nella vittoria nel Monday Night Football contro i New York Jets. Nelle prime quattro partite superò per tre volte le cento yard corse, giungendo a quota 447, il secondo massimo della storia della franchigia nelle prime quattro gare dopo le 459 yard di McCaffrey la stagione precedente. La sua stagione si chiuse con 789 yard corse e 3 touchdown in 12 presenze, di cui 6 come titolare.

### Minnesota Vikings
Il 15 marzo i San Francisco 49ers scambiarono Mason e una scelta del quinto giro del Draft NFL 2025 con i Minnesota Vikings per una scelta del quinto e del sesto giro del Draft 2026.

## Palmarès
- National Football Conference Championship: 1

San Francisco 49ers: 2023